# Toxeuma nubilipennis
Toxeuma nubilipennis är en stekelart som beskrevs av William Harris Ashmead 1901. Toxeuma nubilipennis ingår i släktet Toxeuma och familjen puppglanssteklar. Inga underarter finns listade i Catalogue of Life.